# 사카카미역
사카카미역(일본어: 坂上駅)은 일본 기후현 히다시에 있는 도카이 여객철도 다카야마 본선의 역이다. 단선 · 섬식의 구조를 합친 복합 철도 역사이다.

## 타는 곳
| 1 | ■ 다카야마 본선 | 하행 | 도야마 방면          |
| 2 | ■ 다카야마 본선 | 상행 | 다카야마 · 게로 방면 |

## 역 주변
- 국도 제360호선
- JA 히다 미야가와 지점

## 인접 정차역
| 도카이 여객철도 다카야마 본선 | 도카이 여객철도 다카야마 본선 | 도카이 여객철도 다카야마 본선 |
| ----------------------------- | ----------------------------- | ----------------------------- |
| 쓰노가와 기후 방면            | ■ 다카야마 본선               | 우쓰보 이노타니 방면          |